# Eimeria spinosa
Eimeria spinosa – protista wywołująca u świń chorobę pasożytniczą, kokcydiozę.
Pasożytuje w jelicie cienkim, jelicie ślepym oraz okrężnicy.